# Arago (Mondkrater)
Arago ist ein Einschlagkrater im westlichen Teil des Mare Tranquillitatis. Er liegt nordöstlich des Manners-Kraters und westlich des vom Mare überdeckten Kraters Lamont. Im Südwesten
zeichnet sich das Kraterpaar Ritter und Sabine ab.
Der Mondkrater ist nach dem französischen Astronomen François Arago benannt.
Der Rand des Kraters weist auf der Westseite eine Ausbuchtung auf. In seinem Inneren verläuft ein zentraler Höhenzug zur Nordflanke. Die umgebende Oberfläche des Mare ist vor allem auf der Ost- und Südost-Seite durch Hügelketten gezeichnet.
Im Norden erhebt sich eine große Lavakuppel, die mit Arago Alpha (α) bezeichnet wird. Eine zweite Kuppel vergleichbarer Größe befindet sich in gleicher Entfernung auf der Westseite. Diese trägt die Bezeichnung Arago Beta (β).

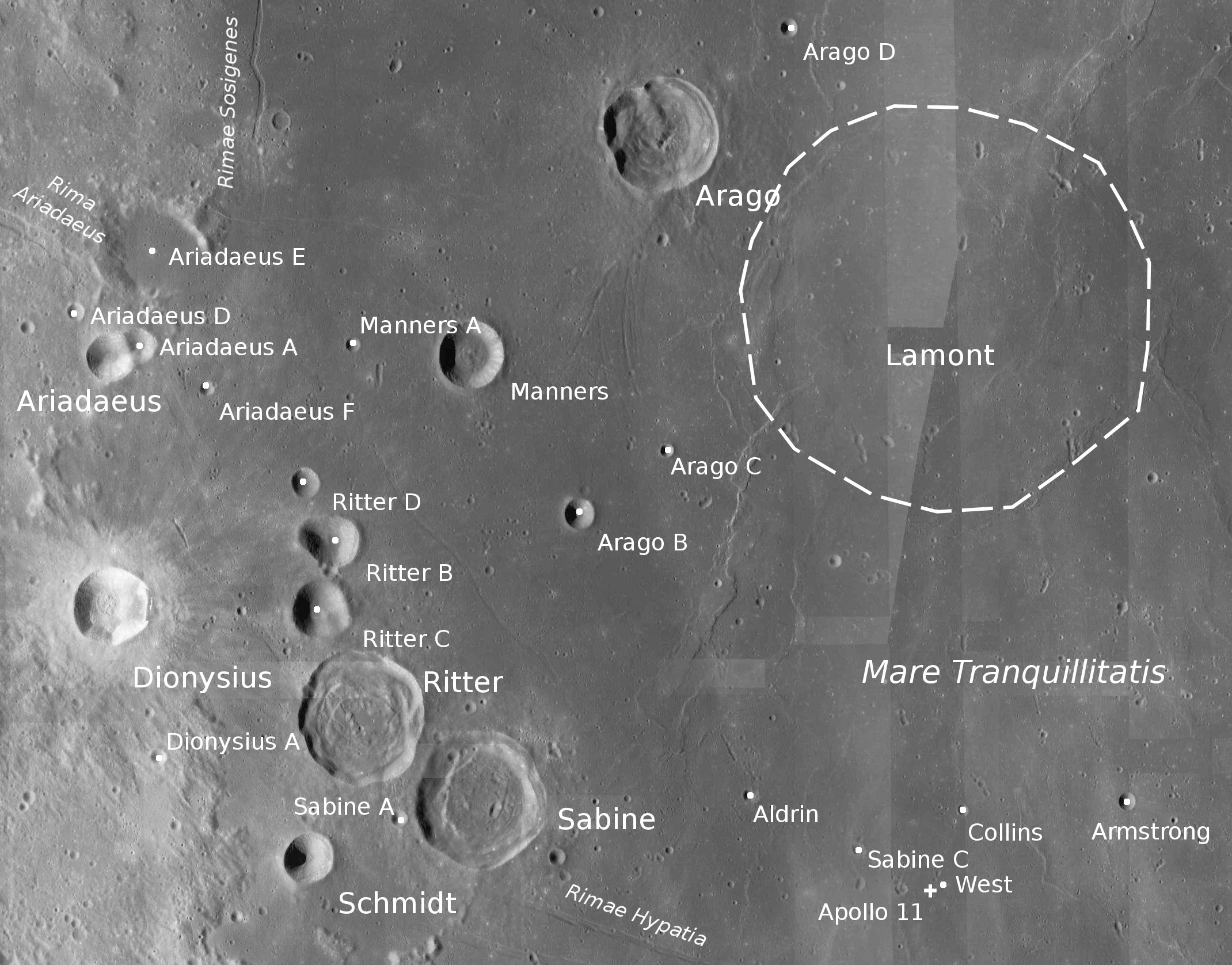
Arago (Mitte oben) und Umgebung (LROC-WAC)

| Buchstabe | Position          | Durchmesser | Link |
| --------- | ----------------- | ----------- | ---- |
| B         | 3,41° N, 20,8° O  | 7 km        |      |
| C         | 3,88° N, 21,47° O | 3 km        |      |
| D         | 6,91° N, 22,39° O | 4 km        |      |
| E         | 8,5° N, 22,7° O   | 6 km        |      |